# BSAT-4a
O BSAT-4a é um satélite de comunicação satélite de comunicação japonês que foi construído pela Space Systems/Loral (SS/L). Ele está localizado na posição orbital de 110 graus de longitude leste e é operado pela Broadcasting Satellite System Corporation. O satélite foi baseado na plataforma SSL-1300 e sua vida útil estimada é de 15 anos.

## História
Em junho de 2015, a Space Systems/Loral foi escolhida pela Broadcasting Satellite System Corporation para construir o seu primeiro satélite da quarta geração. Designado de BSAT-4a.

## Lançamento
O satélite foi lançado com sucesso ao espaço em 29 de setembro de 2017, às 21:56 UTC, por meio de um veículo Ariane 5 ECA, que foi lançado a partir do Centro Espacial de Kourou, na Guiana Francesa, juntamente com o satélite Intelsat 37e. Ele tinha uma massa de lançamento de 3.520 kg.

## Capacidade e cobertura
O BSAT-4a estáá equipado com 24 transponders de banda Ku para prestação de serviços de transmissão de TV direct-to-Home (DTH) ao Japão.